# Simon Crafar
Simon Crafar (Waiouru, 15 januari 1969) is een Nieuw-Zeelands motorcoureur.
Crafar debuteerde in 1989 in het wereldkampioenschap superbike op een Honda tijdens het raceweekend op het Sportsland SUGO. Later dat jaar reed hij op een Yamaha zijn thuisrace op het Manfeild Autocourse. Tussen 1990 en 1993 reed hij een aantal raceweekenden op een Yamaha, Honda en Ducati. In 1993 maakte hij ook zijn debuut in de 500cc-klasse van het wereldkampioenschap wegrace op een Harris Yamaha. In de TT van Assen behaalde hij met een negende plaats zijn eerste punten en stapte na deze race over naar de 250cc-klasse voor het fabrieksteam van Suzuki, waarvoor hij vier keer in de punten eindigde. Na afloop van het seizoen verklaarde hij dat hij zichzelf te groot vond voor deze motorfietsen en stapte in 1994 fulltime over naar de superbike op een Honda. Hoewel hij geen enkele keer op het podium stond, eindigde hij wel als vijfde in het kampioenschap. In 1995 stond hij op het podium op het TT-Circuit Assen en het Phillip Island Grand Prix Circuit, maar ondanks deze resultaten zakte hij naar de zesde plaats in het kampioenschap. In 1996 stapte hij over naar een Kawasaki en behaalde een podiumplaats op Donington Park. In 1997 stond hij op het podium in Phillip Island (tweemaal), Donington Park, het Circuito de Albacete en het Sportsland SUGO (beiden tweemaal) en eindigde opnieuw als vijfde in het kampioenschap.
In 1998 keerde Crafar terug in de 500cc-klasse van het wereldkampioenschap wegrace op een Yamaha. Na zijn eerste podiumplaats in de TT van Assen behaalde hij tijdens de Grand Prix van Groot-Brittannië zijn enige overwinning in het kampioenschap. Met nog een podiumplaats in Australië eindigde hij zijn enige volledige seizoen in het kampioenschap als zevende. In 1999 vertrok hij na de Grand Prix van Catalonië bij het team vanwege tegenvallende resultaten, om enkel tijdens de Grand Prix van Groot-Brittannië terug te keren op een MuZ Weber als vervanger van Luca Cadalora. In 2000 keerde hij terug in de superbike op een Honda als vervanger van Aaron Slight tijdens de eerste twee raceweekenden. Later keerde hij terug op een Kawasaki als vervanger van Gregorio Lavilla tijdens de races op de Hockenheimring. In 2002 reed hij in het Brits kampioenschap superbike op een Yamaha en eindigde als achtste in het kampioenschap. Na dit seizoen nam hij afscheid als motorcoureur.